# Любимый мой. Лучшие песни
«Люби́мый мой. Лу́чшие пе́сни» — сборник российской певицы Юты, выпущенный компанией «United Music Group» в 2015 году. Сборник частично состоит из саундтреков к различным российским сериалам. 

## Использование в других произведениях
Заглавная композиция альбома «Любимый мой» являющаяся саундтреком к сериалу «Пока станица спит» стала лауреатом премии «Золотой граммофон» по итогам 2015 года. Песни «Ревность», «Жили-были» и «Та самая девчонка» являются саундтреками к сериалу «Солдаты». Трек «Мужчина мечты» звучит в сериале «Петя Великолепный», а «Актриса-звезда» в сериале «Бешеная». Песня представляет собой вольный перевод песни «I Wanna Be Loved by You», которую исполняет Мэрилин Монро в фильме «В джазе только девушки» (англ. «Some Like It Hot») и по мнению музыкального критика Алексея Мажаева именно в этой композиции наиболее ярко проявился драматический талант исполнительницы. Песня «Моё поколение» является заглавной темой в сериале «Студенты», а «Соль на коже» в сериале «Туристы».

## Рецензии
Музыкальный критик Алексей Мажаев скорее негативно оценил альбом певицы, отметив невнятность составленного списка композиций для сборника лучших песен, неудачно выбранный порядок и ошибочное причисление некоторых из песен к списку «хитов».

## Список композиций
Все тексты и музыка написаны Ютой, если не указано иное
| №                   | Название                                                 | Длительность |
| ------------------- | -------------------------------------------------------- | ------------ |
| 1.                  | «Любимый мой»                                            | 2:34         |
| 2.                  | «Хмель и солод»                                          | 3:50         |
| 3.                  | «Моё поколение»                                          | 3:28         |
| 4.                  | «Прости-прощай»                                          | 3:58         |
| 5.                  | «Зима»                                                   | 2:58         |
| 6.                  | «Неба поровну» (текст — Евгений Ройзман, Юта)            | 3:19         |
| 7.                  | «Ты не я»                                                | 2:51         |
| 8.                  | «Одинокое шоссе»                                         | 3:11         |
| 9.                  | «Актриса-звезда» (музыка — Гарри Руби, Герберт Стотхарт) | 2:40         |
| 10.                 | «Мужчина мечты»                                          | 3:13         |
| 11.                 | «Привет»                                                 | 3:53         |
| 12.                 | «Мел»                                                    | 4:47         |
| 13.                 | «Фиолетово-чёрный» (текст и музыка — Эдмунд Шклярский)   | 3:08         |
| 14.                 | «И в добрый путь!»                                       | 2:50         |
| 15.                 | «Сделай шаг»                                             | 4:11         |
| 16.                 | «Бриллианты»                                             | 3:19         |
| 17.                 | «Настоящая любовь» (текст и музыка — Сергей Тишин)       | 3:05         |
| 18.                 | «До свидания»                                            | 4:04         |
| 19.                 | «Падать…»                                                | 2:58         |
| 20.                 | «Ревность»                                               | 3:48         |
| 21.                 | «Та самая девчонка»                                      | 2:22         |
| 22.                 | «Костры-мосты»                                           | 3:23         |
| 23.                 | «Соль на коже» (текст — Александр Елин)                  | 3:32         |
| 24.                 | «Жили-были» (текст — Евгений Ройзман, Юта)               | 4:46         |
| 25.                 | «Very Good» (Remix)                                      | 4:02         |
| Общая длительность: | Общая длительность:                                      | 86:10        |